# Rahim Bakhsh
Rahim Bakhsh (persisch رحيم بخش Rahim Bachsch; * um 1921; † 2001) war einer der bekanntesten Sänger und Musiker der afghanischen Musik im Kabuler Künstlerviertel Charabat, wo er Musik und Gesang von Kindesbeinen an erlernt hatte.

## Leben
Rahim Bakhsh war ein Schüler von Qasem Jo. Möglicherweise soll er 1918 im Kabuler Viertel Charabat geboren sein. In einem Interview mit dem ehemaligen Musikdirektor von RTA Abdul Wahab Madadi gab er an, dass er während der Herrschaftszeit von Amir Habibullah Khan (1901–1919) geboren sein soll. Er starb im Jahre 2001 in der afghanisch-pakistanischen Grenzstadt Quetta, der Provinzhauptstadt von Belutschistan, und war bis 2002 dort begraben. Nach dem Sturz der Taliban sind seine sterbliche Überreste nach Kabul überführt und im Kabuler Friedhof neben dem Grab seines Lehrers Ustad Qasem Jo beigesetzt worden.
Rahim Bakhsh war der zweite Sohn von Ustad Imam Bakhsh Sarangi. Sarangi war selbst ein großer Sarangispieler vom Kabuler Charabat. In dem Interview mit Madadi räumte er ein, dass er von seinem Großvater motiviert worden sei, Musik zu lernen. Obwohl alle Generationen der Familie Bakhsh selbst Musiker waren, sollte er die Grundzüge der Musik und das Singen von einem Ustad außerhalb der Familie lernen. So meldete ihn sein Großvater an der Musikschule von Ustad Qasem Jo an.
Alle Musiker und Sänger von Charabat fangen mit Harmonium, Tabla und Singübungen, Solfeggio, an. Morgens begaben sie sich an den Hang des Kabuler Sher Darwaza Berges gegenüber dem Assamaiberg, um ihre Stimmen zu verfeinern. Ihm wurde der Titel „Ustad“ (persisch استاد), „Meister“ verliehen und er gehörte der Generation Mohamed Hussein Sarahangs an, die die klassische afghanische Musik pflegten. Daneben erhielt er  im Jahr 1964 vom damaligen Minister für Presse und Information Sayed Qassem Rishtya eine „Medal of Art“.  Neben Ustad Sarahang war auch er Leiter Charabats. Die Aufgabe des Charabatsleiters bestand in der Koordination sämtlicher Tätigkeiten in dem Musikviertel von Kabul.
Somit gehörten beide zu den Autoritäten der klassischen Musik in Afghanistan. Ustad Rahim Bakhsh trat bei verschiedenen Festen, insbesondere bei Hochzeiten und bei den langen Nächten von „Ramazan“ musikalisch auf. Er hatte während der Feierlichkeiten der Unabhängigkeit Afghanistans einen eigenen Pavillon, wobei Sarahang (persisch سرآهنگ) als Gipfel des Tons in dem königlichen Pavillon spielte.
In den späteren Jahren sang er Gedichte der persischen Dichter, insbesondere von den indischen Dari-Dichtern Amir Chosrau und Abdul Qader Bedel und die Ragas der klassischen indischen Musikrichtung. Er war von der indischen Patiala-Gharana beeindruckt und sang auch Khyal.
Seine Söhne Hossein Bakhsh und Salim Bakhsh setzen sein Erbe auch im Exil fort. Zu den bekanntesten Musikstücken gehört das Lied: „In Tschragh o in Mahfel“ (Dieses Licht und dieses Fest).